# Montérolier
Montérolier is een gemeente in het Franse departement Seine-Maritime (regio Normandië) en telt 500 inwoners (1999). De plaats maakt deel uit van het arrondissement Dieppe.

## Geografie
De oppervlakte van Montérolier bedraagt 11,6 km², de bevolkingsdichtheid is 43,1 inwoners per km².

## Verkeer en vervoer
In de gemeente ligt spoorwegstation Montérolier-Buchy.
De onderstaande kaart toont de ligging van Montérolier met de belangrijkste infrastructuur en aangrenzende gemeenten.

## Demografie
Onderstaande figuur toont het verloop van het inwonertal (bron: INSEE-tellingen).